# Vysídlení Poláků za druhé světové války

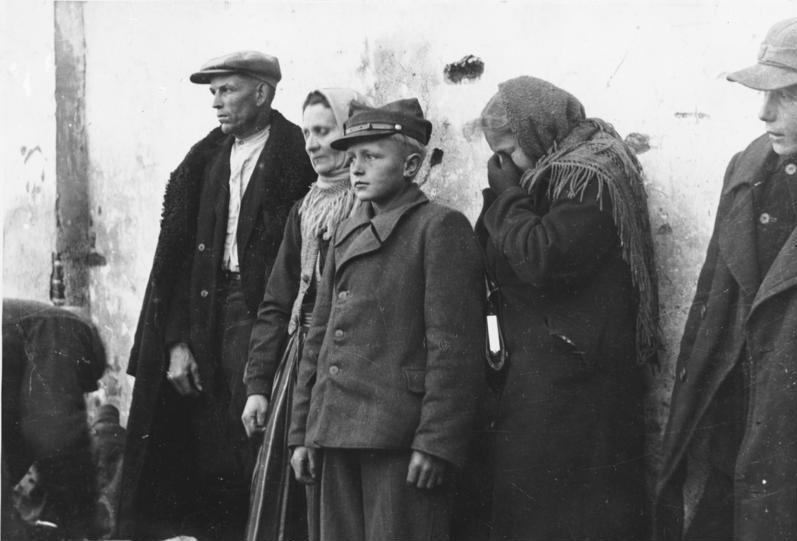
Polská rodina Matczaků mezi Poláky vyhnaná v roce 1939 ze Sieradze ve středním Polsku.

Vyhoštění Poláků nacistickým Německem během druhé světové války byla operace nacistického Německa v letech 1939 až 1944 spočívající v nuceném přesídlení více než 1,7 milionu Poláků ze všech území okupovaného Polska s cílem jejich geopolitické germanizace (viz Lebensraum).
Vyhoštění bylo odůvodněno nacistickou rasovou doktrínou, která zobrazovala Poláky a další Slovany jako rasově podřadného člověka - Untermensch.

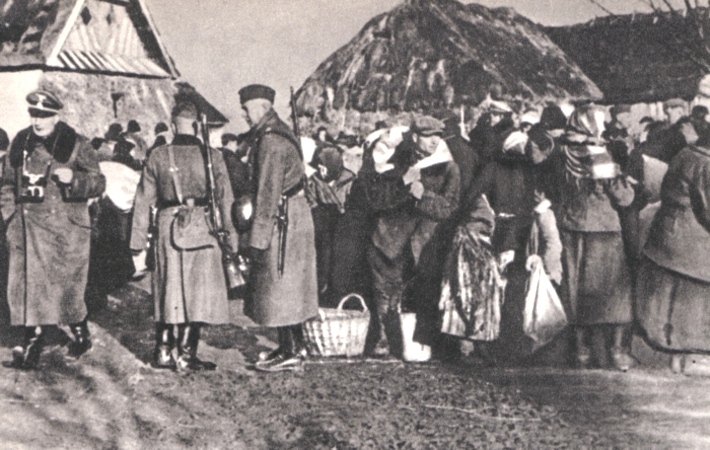
Vyhoštění Poláků z vesnic v Zamośćské oblasti jednotkami SS v prosinci 1942.

| Název území                                             | Počet vysídlených Poláků |
| ------------------------------------------------------- | ------------------------ |
| Povartí                                                 | 280 606                  |
| Slezsko                                                 | 81 000                   |
| Pomořsko                                                | 124 000                  |
| Bělostok                                                | 28 000                   |
| Ciechanów                                               | 25 000                   |
| “Divoký odsun” v roce 1939 (převážně Pomoří)            | 30 000 - 40 000          |
| Polské oblasti anektované nacistickým Německem (celkem) | 918 000 - 928 000        |
| Zámostí                                                 | 100 000 - 110 000        |
| Generální gouvernement (Vojenský újezd)                 | 171 000                  |
| Varšava (po varšavském povstání )                       | 500 000                  |
| Celkový součet na všech okupovaných polských územích    | 1 689 000 - 1 709 000    |